# Paraplesius
Paraplesius is een geslacht van wantsen uit de familie van de Alydidae (Kromsprietwantsen). Het geslacht werd voor het eerst wetenschappelijk beschreven door Scott in 1874.

## Soorten
Het genus bevat de volgende soorten:

- Paraplesius unicolor Scott, 1874
- Paraplesius vulgaris (Hsiao, 1964)